# Richard Meier

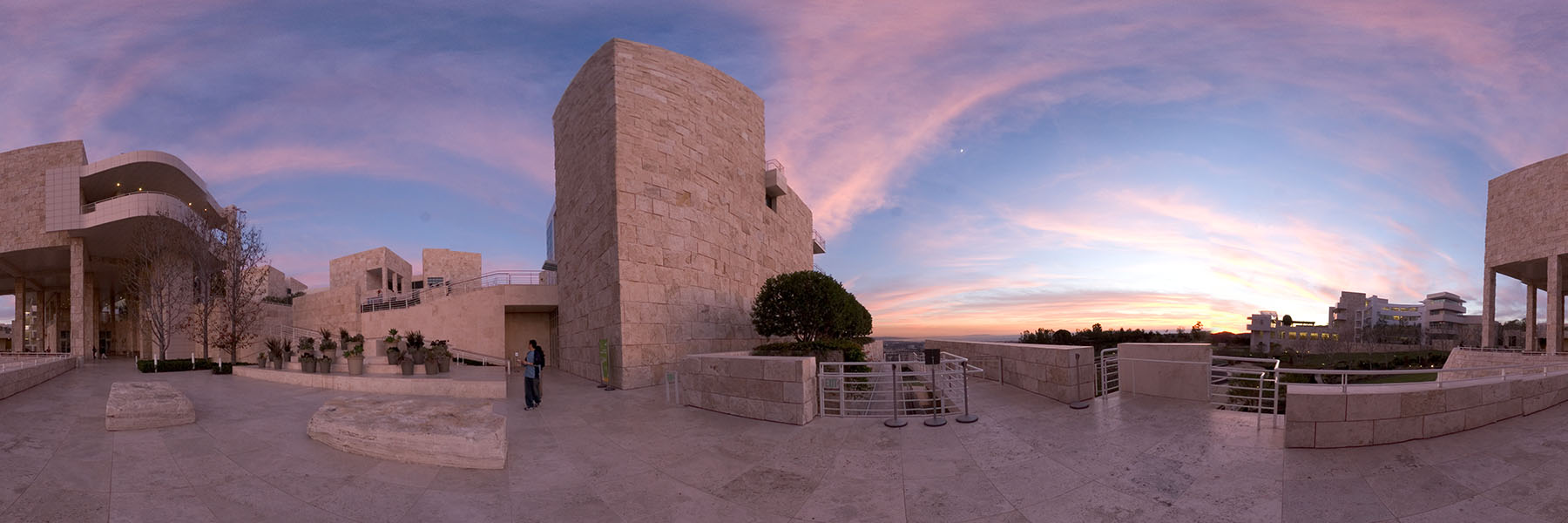
Getty Center

Richard Meier (sinh ngày 12 tháng 10 năm 1934), tại New Jersey, Hoa Kỳ, là một trong số các kiến trúc sư nổi tiếng và có ảnh hưởng trên toàn thế giới.
Ông là một thành viên của nhóm New York Five gồm có 5 kiến trúc theo chủ nghĩa Hiện đại với việc sử dụng các yếu tố thuần khiết (hình khối, màu sắc) của kiến trúc. Không gian kiến trúc của ông chịu ảnh hưởng mạnh mẽ của Le Corbusier.
Vào năm 1963, Meier mở văn phòng kiến trúc trong căn hộ của mình tại New York, New York. Công trình đầu tiên của ông là nhà của bố mẹ ông tại Essex Fells, New Jersey.
Từ 1962 đến 1973, song song với hoạt động thiết kế bên ngoài, Richard Meier còn tham gia giảng dạy tại Trường Khoa học và nghệ thuật cao cấp (Cooper Union for the Advancement Science and Art), tại Đại học Yale (1975-1977) và Đại học Harvard (1980-1991).
Ông được tặng thưởng giải thưởng Pritzker năm 1984.
Hiện nay, ông đang điều hành hãng Richard Meier và cộng sự, có văn phòng tại New York và Los Angeles.

## Công trình thiết kế
- Tháp ECM, Praha, Cộng hòa Séc, 2004-2007
- Toà nhà Life Sciences Technology, Ithaca, New York, dự kiến hoàn thành năm 2007
- Bảo tàng Frieder Burda Museum, Baden Baden, Đức, 2004
- Tòa án Sandra Day O'Connor, Phoenix, Arizona, 2000
- Getty Center, Los Angeles, California, 1997
- Bảo tàng Vô tuyến và Radio, Beverly Hills, California, 1996
- Bảo tàng nghệ thuật đương đại Barcelona, Barcelona, Tây Ban Nha, 1995
- Toà thị chính và thư viện trung tâm Hague, Hà Lan, 1995
- Trụ sở hãng truyền hình Canal+, Paris, Pháp
- Phần trưng bày nghệ thuật hiện đại Trung tâm nghệ thuật Des Moines, Des Moines, Iowa, 1984
- Bảo tàng nghệ thuật High, Atlanta, Georgia, 1983
- Bảo tàng Atheneum, New Harmony, Indiana, 1979
- Trung tâm Bronx, Bronx, New York, 1976
- Biệt thự Douglas, Harbor Springs, Michigan, 1973
- Biệt thự Smith, Darien, Connecticut, 1965-1967